# 甲子大黒天本山
甲子大黒天本山（きのえねだいこくてんほんざん）は山形県米沢市にある寺院である。
山号を小町山・寺号を宝珠寺という。

## 概要
甲子大黒天本山は真言宗醍醐派に属す密教寺院で、総本山は京都伏見区の醍醐寺である。小野川温泉を見下ろす高台に位置する朱色の柱が特徴的なお堂である。

## 由緒
大同年間、弘法大師が湯殿山を開く時、梵字川上流に大日如来を勧請した折、「甲子大黒天を刻し、功徳と施すべし」とお告げがあり、尊像を刻み、湯殿山別当の大日寺に奉安したと伝わる。
時を経て、明治時代に入り神仏分離令に伴い湯殿山大日寺は寺号を排して湯殿山神社となり、仏像は縁ある寺院へ移される事となった。米沢の宝珠寺も大日寺と深い縁があり、大日寺の本尊であった、出羽三山権現（阿弥陀如来・観世音菩薩・大日如来）および甲子大黒天が移され現在に至る。
境内地には小野小町居住跡の他、置賜三十三観音霊場の一つ小野川御観音堂などがある。